# Chris Craft
Christopher Craft (Porthleven, Cornwall, 17 november 1939 - Essex, 20 februari 2021) was een Brits Formule 1-coureur. In 1971 reed hij twee Grands Prix voor het team Brabham.
Hoogtepunt uit zijn carrière is een derde plaats finish bij de 24 uur van Le Mans in 1976.
Na zijn race-carrière startte hij de Light Car Company. F1-ontwerper Gordon Murray ontwierp de Light Car Company Rocket.
Craft overleed op 81-jarige leeftijd.